# Garo: Divine Flame
Garo: Divine Flame è un film d'animazione del 2016 diretto da Yūichirō Hayashi.
Basato sulla serie Garo prodotta dallo studio MAPPA. La storia si svolge quattro anni dopo gli eventi della prima stagione della serie e segue le avventure di León, Alfonso, Ema e Germán, impegnati a fermare un potente Orrore intenzionato a usare Roberto, il figlio di Germán, come sacrificio.

## Trama
Un Orrore che assume le sembianze di una bellissima donna uccide una coppia subito dopo che ha fatto l’amore in alcune antiche rovine. Nel frattempo, León, che ha ereditato il mantello di Garo, il Cavaliere d’Oro, protegge la capitale del Regno di Valiante dagli Orrori. È anche impegnato nell’addestramento di Roberto, figlio di Germán Luis e Ximena, con l’aiuto del principe Alfonso.
Garm affida loro una missione cruciale: eliminare l’Orrore della Torre Morta, noto come Nigra Venus, prima che riesca ad attivare un antico strumento mistico creato da Mendoza, l’Anello di Zirkel. Nigra Venus è considerata l’Orrore più bello del mondo e si nasconde nel vicino paese di Vazelia, dove il Cavaliere Makai incaricato è scomparso da generazioni.
Nella capitale, alcuni strani esseri mascherati rapiscono Roberto. León li insegue ma viene quasi sconfitto, finché non interviene Dario Monyoya, il Cavaliere Makai dell’armatura di Ossidiana Zem, che lo salva. Successivamente, Garm si manifesta temporaneamente per guidarli nell'inseguimento dei rapitori. Tuttavia, Germán scopre che Dario è il Cavaliere scomparso e ora serve un nuovo padrone. Dario rivela che, dopo che la principessa Sara è stata sfigurata da un Orrore, si è accecato volontariamente per continuare a servirla, anche dopo la sua trasformazione in Nigra Venus.
Nel frattempo, Ema ritrova Alfonso e insieme cercano l’Anello di Zirkel. Giungono a un lago, dove Roberto è stato portato per essere usato come chiave per attivare l’artefatto. León, Germán, Ema e Alfonso attaccano Nigra Venus, ma la battaglia si rivela troppo ardua e sono costretti alla ritirata. In un secondo assalto, León ed Ema affrontano Nigra Venus, mentre Germán e Alfonso combattono contro Dario. Dopo uno scontro epico, Nigra Venus viene sconfitta e trascina con sé Dario nelle profondità del lago. Roberto viene salvato e scopre che Germán è suo padre.
Tuttavia, Nigra Venus riemerge, fusa con Dario, e lancia un ultimo, devastante attacco. Viene infine distrutta da Garo, il Cavaliere d’Oro, potenziato dal potere di Jiruba.

## Produzione
Il 23 novembre 2015 è stato annunciato che un film di Garo è stato commissionato come parte del progetto per il 10º anniversario.

## Colonna sonora
La canzone dei titoli di testa è Yaiba la lama divina dei JAM Project, mentre la canzone dei titoli di coda è Howlite di Sayaka Sasaki.